# 印刷工站 (大環線)
印刷工站（羅馬化：Pechatiniki）是莫斯科地鐵大環線的一個車站，2023年啟用。